# Carl Ordnung

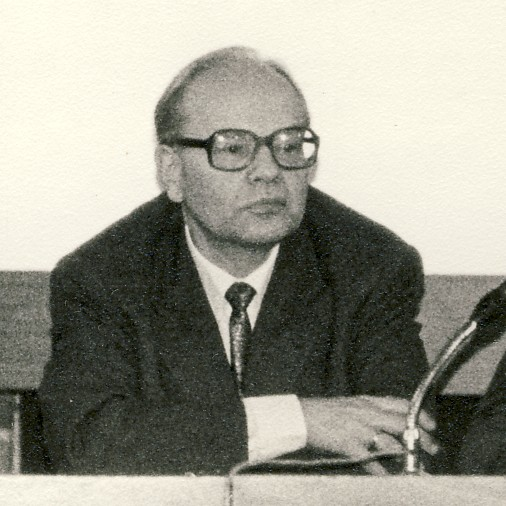
Bei der Jahrestagung 1987 der CFK der DDR in der Stephanus-Stiftung Berlin-Weißensee

Carl Ordnung (* 18. Oktober 1927 in Lengenfeld; † 6. März 2012 in Berlin) war ein deutscher evangelisch-methodistischer Laienprediger, Journalist, Autor und Funktionär der DDR-CDU.

## Leben
Carl Ordnung war der Sohn eines Kaufmanns. Er besuchte nach der Volksschule eine Handelslehranstalt im sächsischen Reichenbach und eine Wirtschafts-Oberschule in Plauen. Nach seiner Verpflichtung zum Reichsarbeitsdienst musste er bei Kriegsende noch zur Wehrmacht einrücken. Wegen einer Verletzung während der Ausbildung erlebte er das Kriegsende im Lazarett.
Im Jahr 1946 absolvierte er eine Ausbildung zum Neulehrer. Als Mitglied der SPD wurde er 1946 durch die Zwangsvereinigung von SPD und KPD Mitglied der SED.
Von 1948 bis 1951 studierte er Germanistik, Psychologie und Geschichte an der Leipziger Universität. Dort lernte er seine spätere Frau Esther kennen, die ihn zum Christentum bekehrte. Er trat in die Evangelisch-methodistische Kirche ein, in der er sich theologisch weiterbildete und zum Laienprediger berufen ließ.
Danach arbeitete er als Lehrer in Reichenbach. 1949 wurde wegen seiner christlichen Einstellung seine Mitgliedschaft in der SED gestrichen. Drei Jahre später erfolgte sein Eintritt in die CDU der DDR. Der CDU-Funktionär Günter Wirth holte ihn 1957 als Redakteur für die CDU-Tageszeitung Neue Zeit nach Berlin. Außerdem schrieb er gelegentlich für die Zeitschrift Horizont. Seit ihrer Gründung im Jahre 1973 gehörte er zum Herausgeberkreis der evangelischen Zeitschrift Standpunkt.
1958 avancierte er zum Abteilungsleiter für Kirchenfragen im Sekretariat des Hauptvorstands seiner Partei, ab 1965 war er als wissenschaftlicher Mitarbeiter tätig. In seiner Kirche gehörte er gleichzeitig deren Friedensausschuss an. Von 1961 bis 1990 war Ordnung Sekretär des DDR-Regionalausschusses der Christlichen Friedenskonferenz (CFK) und gleichzeitig Mitglied des Friedensrats der DDR. Gestaltend nahm er an den Allchristlichen Friedensversammlungen teil.
Im Jahr 1967 war er Sekretär der Internationalen Studienkommission „Politik und Ökonomie“.
Ab 1968 war er Mitglied des Nationalrats der Nationalen Front der DDR, sowie ab 1983 Vizepräsident der Freundschaftsgesellschaft DDR-USA und Mitglied des Weltfriedensrats.
Von seiner Evangelisch-methodistischen Kirche wurde er mehrfach zur Wahrnehmung ökumenischer Arbeit beauftragt: 1966 mit der Teilnahme an der Weltkonferenz für Kirche und Gesellschaft des ÖRK in Genf, 1988 bei der Ökumenischen Versammlung der Kirchen und Christen in der DDR. Bis 2003 gehörte er der Synode der Evangelisch-methodistischen Kirche an.
Auf einer kirchlichen Friedenswerkstatt in Ost-Berlin erntete er 1983 als Vertreter der staatlichen Friedensbewegung Gelächter mit der Behauptung, die DDR sei nach innen friedlich. Der Pfarrer Hans-Jochen Tschiche hielt ihm dort entgegen, innenpolitisch ein Klima der Angst und der Disziplinierung zu schaffen.
Ordnung wurde als Inoffizieller Mitarbeiter IM „Vogtländer“ von der DDR-Staatssicherheit geführt. Aus Aktenunterlagen geht hervor, dass er seine Theologen-Kollegen denunzierte.
Ab März 1990 war er für kurze Zeit Referent der Abteilung Außen- und Sicherheitspolitik in der Regierung de Maizière und Berater von Ministerpräsident Lothar de Maizière zu Fragen der Entwicklungspolitik. Ebenfalls 1990 trat er aus der CDU aus.
Seit 1990 war er Vorsitzender des Solidaritätsdienst International e. V. (SODI), der Nachfolgeorganisation des DDR-Solidaritätskomitees, und übte diese Funktion ehrenamtlich bis 2002 aus. Dann blieb er noch bis 2010 Vorstandsmitglied.
Carl Ordnung war verheiratet und ist Vater von drei Töchtern und einem Sohn.

## Werke in Auswahl
- Christ und Revolution. Union, Berlin 1974.
- Erziehung zum Frieden. Möglichkeiten und Grenzen einer pädagogisch-politischen Konzeption und ihre Diskussion in den Kirchen. Union, Berlin 1980.
- Feindbild und Friedenshoffnung. Antikommunistische Deformationen der christlichen Botschaft. Union, Berlin 1985.
- Friede – Verheißung und Auftrag. Zum 30. Jahrestag der Christlichen Friedenskonferenz. Union, Berlin 1988.
- Beiträge für die Christliche Friedenskonferenz 1978–1992. Vorwort: Peter F. Zimmermann. Leipzig 1992.
- Neues Denken: Umkehr zur Zukunft. Ausgewählte Aufsätze, Vorträge und Predigten. Hgg. von Hans-Joachim Beeskow und Hans-Otto Bredendiek. Leonhard-Thurneysser-Verlag, Berlin & Basel 2012, ISBN 978-3-939176-83-1.

## Auszeichnungen
- 1969 Vaterländischer Verdienstorden der DDR in Bronze[9]
- 1987 Vaterländischer Verdienstorden in Silber[10]